# إدواردو أوسوريو
إدواردو أوسوريو (بالإسبانية: Eduardo J. Osorio García)‏ هو صحفي وكاتب مكسيكي، ولد في 27 يونيو 1958 في تولوكا في المكسيك.